# Barcombe Mills
Barcombe Mills – wieś w Anglii, w hrabstwie East Sussex, w dystrykcie Lewes. Leży 67 km na południe od Londynu.